# San Martín de la Vega
San Martín de la Vega é um município da Espanha, na província e comunidade autônoma de Madrid. Tem 105,93 km² de área e em 2021 tinha 19 853 habitantes (densidade: 187,4 hab./km²). Limita com os municípios de Arganda del Rey, Chinchón, Ciempozuelos, Getafe, Morata de Tajuña, Pinto, Rivas-Vaciamadrid e Valdemoro.